# یواس‌اس الباکور (اس‌پی-۷۵۱)
یواس‌اس الباکور(اس‌پی-۷۵۱) (به انگلیسی: USS Albacore (SP-751)) یک کشتی بود که طول آن ۵۰ فوت ۸ اینچ (۱۵٫۴۴ متر) بود. این کشتی در سال ۱۹۰۰ ساخته شد.